# Пермски краеведски музей
Пермски краеведски музей (на руски: Государственное краевое бюджетное учреждение культуры „Пермский краеведческий музей“) е най-старият и най-голям музей в Пермския край, Русия.
Музеят разполага с 600 000 експоната и включва над 50 колекции от регионално, национално и световно значение, сред предметите на музея има 22 паметника на историята и културата, от които 16 са с федерално и 6 са с местно значение.

## История
На 15 ноември 1890 г. се провежда първото заседание на Пермската комисия на Уралското общество на любителите на естествените науки. Този ден се счита за деня на основаването на Пермския музей, а на 25 януари 1894 г. музеят е отворен за публика. През 1897 г. музеят се премества в друга реновирана сграда.
През 1901 г. е одобрена Хартата на Пермския научно-индустриален музей, който става наследник на Пермската комисия на Уралското общество на любителите на естествените науки. През 1919 г. в града е създаден Провинциалният комитет за музеите и закрилата на паметниците на изкуството и античността, ръководен от А. К. Сиропятов. През декември 1923 г. музеят се премества в сградата на бившата духовна семинария. По-късно към музея се зачисляват и сградите на бившия епископски дом, сградата на бившия галантериен магазин на Централната работническа кооперация, катедралата. Преместването в новите помещения завършва през 1931 г.
През втората половина на XX век музеят се развива, фондовете се попълват и се откриват нови клонове.
На 18 май 2009 г., в Международния ден на музеите, музеят отваря за посетители във възстановената къща на Мешков..
През 2011 г. за посетители е открита постоянната експозиция „Музей на пермските антики“ с пермски вкаменелости – растения и насекоми.